# サガミトリゲモ
サガミトリゲモ(Najas foveolata)は、トチカガミ科イバラモ属に属する一年生の植物。ため池や湖沼などに生息する水草である。和名はヒロハトリゲモともされる。

## 分布
アジア東部に生育。日本では、北海道と沖縄を除く各地に分布している。日本では、全国的に減少傾向にある。

## 形態、生態
沈水性の水草で、細かく分枝した茎に、やや扁平した糸状の葉が5輪生する。葉には細かい鋸歯がある。花期は7-9月、葉腋に雄花、雌花をつけ、そこに長さ2.5-3mmの種子をつくり繁殖する。

## 類似種
トリゲモなど同属の各種と非常に似ている。サガミトリゲモの種子には、ルーペでも確認できる網目模様があり、それによって他種と区別できる。

## 利用
アクアリウムにおいて、水槽に植えられることがある。

## 保全状況評価
- LEAST CONCERN (IUCN Red List Ver. 3.1 (2001))
- 絶滅危惧II類 (VU)（環境省レッドリスト）